# Scopocira fuscimana
Scopocira fuscimana är en spindelart som först beskrevs av Cândido Firmino de Mello-Leitão 1941.  
Scopocira fuscimana ingår i släktet Scopocira och familjen hoppspindlar. Inga underarter finns listade i Catalogue of Life.